# WFPL-FM
Koordinaten: 38° 21′ 55″ N, 85° 50′ 24″ W
WFPL (Public Radio Partnership) ist ein nichtkommerzieller Radiosender in Louisville, Kentucky. Die Station sendet auf UKW 89,3 MHz ein 24-stündiges Nachrichtenformat. WFPL ist Mitglied des Kentucky Public Radio und die Flaggschiffstation des National Public Radio in Louisville. Die Station ist für eine Leistung von 21 kW lizenziert.
WFPL ist Teil von „Louisville Public Media“ und war ursprünglich im Besitz der „Louisville Free Public Library“. Zum Sendestart 1950 war WFPL die erste Bibliotheksstation des Landes.
Mit vier weiteren Stationen betreibt der Sender heute das Kentucky-Public-Radio-Netzwerk.